# 新イタリア社会党
新イタリア社会党（しんイタリアしゃかいとう、Nuovo Partito Socialista Italiano, NPSI）は、イタリアの政党。2019年現在の書記長は、ステーファノ・カルドーロ（第2代）。

## 歴史

### 概要
イタリア社会党は、1980年代に書記長のベッティーノ・クラクシが閣僚評議会議長（首相）に就任し、政権の中枢に関与していたが、1990年代に発覚した政界汚職事件（タンジェントポリ）によりクラクシは失脚、チュニジアへ亡命（同地で客死）し、党も1994年の総選挙で14議席の獲得にとどまる惨敗を喫した。
その後、イタリア民主社会主義者の結成などもあり、社会党が事実上解体するとクラクシ政権下で活躍したジャンニ・デ・ミケーリス元外相らがイタリア社会党を継承する意味で「新イタリア社会党」（NPSI）を結成した。党章はイタリア社会党時代のものを継承する形で赤いバラをモチーフにしている。
しかし、社会党時代とは異なり、中道左派陣営（オリーブの木→ルニオーネ）に所属することはせずにシルヴィオ・ベルルスコーニ首相が率いる中道右派陣営「自由の家」に所属し、ベルルスコーニ政権にも連立与党として参加していた。社会民主主義政党の国際団体である社会主義インターナショナルにも加盟していない。
2001年の総選挙においてクラクシの息子ボボ・クラクシが当選するなど構成要員としては旧イタリア社会党色が強いといえるだろう。連立与党内ではキリスト教民主党から分裂した中道右派政党キリスト教民主主義者＝中道民主主義者連合（UDC）と共闘を組むことが多く、2005年の知事選挙で右派連合が惨敗した際には、キリスト教民主主義者＝中道民主主義者連合（UDC）と共に連立離脱を宣言した。
2005年4月に退陣を拒んだベルルスコーニ首相が、両党の要求を受け入れる形で内閣改造を断行し、NPSIは下院における現有議席が3議席ながらステーファノ・カルドーロ（Stefano Caldoro）を計画実行特命相として入閣させ、念願の大臣職を獲得した。その後、2005年10月に党は分裂。左派はボボ・クラクシを党首とし、「社会主義者」と党名を変更し、中道左派連合に加わった。なお、デ＝ミケーリス派は同党にとどまり、中道右派連合の一翼を担っている。
2006年の総選挙では惨敗し、下院で1議席、上院では議席を失った。